# Thenailles
Thenailles település Franciaországban, Aisne megyében. Lakosainak száma 221 fő (2022. január 1.). Thenailles Braye-en-Thiérache, Harcigny, Hary, Landouzy-la-Cour és Vervins községekkel határos.

## Népesség
A település népessége az elmúlt években az alábbi módon változott:
| Lakosok száma | 336  | 293  | 303  | 260  | 243  | 228  | 220  | 221  | 221  | 221  |
|               | 1968 | 1982 | 1990 | 2006 | 2013 | 2015 | 2017 | 2019 | 2020 | 2022 |